# Montpelier Township (comté de Muscatine, Iowa)
Montpelier Township est un township du comté de Muscatine en Iowa, aux États-Unis,.
Le township est fondé en 1842. Il commence à être colonisé au printemps 1834. Les premiers pionniers sont originaires du Vermont : ils nomment le township en référence à la capitale de cet État.

## Source de la traduction
- (en) Cet article est partiellement ou en totalité issu de l’article de Wikipédia en anglais intitulé « Montpelier Township, Muscatine County, Iowa » (voir la liste des auteurs).